# Vanessa Paradis
Vanessa Chantal Paradis (Saint-Maur-des-Fossés, Val-de-Marne, 1972. december 22. –) César-díjas francia énekesnő, színésznő.

## Életpályája
Gyermekkorában táncórákra járt. Énekelt a L’École des Fans című gyerek tv-show-ban. 1987-ben énekelte a Joe le Taxi című slágert. Lenny Kravitz vezette be a Music Television-ben. Az 1991-es Chanel-kampány óta színésznő. Legjobb szerepe a Patrice Leconte rendezte Lány a hídon, amiért César-díjra is jelölték 2000-ben. Ugyanebben az évben jelent meg Bliss című albuma. 2007-ben jelent meg legújabb albuma, a Divinidylle. Borítóját, amely Vanessa arcát ábrázolja, Johnny Depp, egykori élettársa festette.
Vanessa 1998-ban A kilencedik kapu című film forgatásán ismerkedett meg Johnny Depp-pel, akitől született kislánya, Lily-Rose Melody Depp 1999. május 27-én és kisfia, Jack John Christopher Depp III, 2002. április 9-én. 2012. június 19-én jelentették be szakításukat.

## Filmjei
- Vanessa Paradis-sorozat (1987-2019)
- Elisa (1995)
- Boszorkányszerelem (1997)
- Két apának mennyi a fele? (1998)
- Lány a hídon (1999)
- Atomcirkusz (2004)
- Az őrangyal (2004)
- A bűvös körhinta (2005)
- Szívrablók (2010)
- A párizsi mumus (2011)
- Ház Bretagne-ban (2012)
- Bérgavallér (2013)
- Micsoda nők! (2014)
- Rio, szeretlek! (2014)
- Jógamánia (2016)